# Chronicles of the Juice Man
Chronicles of the Juice Man é o primeiro álbum de estúdio do rapper Juicy J, que foi lançado em 16 de julho de 2002. O álbum conta com participações de seu ex-companheiro do grupo de hip hop Three 6 Mafia, Crunchy Black e Lord Infamous.

## Lista de músicas
| N.º            | Título                                                                                  | Duração |  |
| 1.             | "Pimptro"                                                                               | 1:03    |  |
| 2.             | "North, North Pt. 2" (featuring Project Pat)                                            | 3:41    |  |
| 3.             | "Who Da Buckest" (featuring La Chat, Project Pat & Frayser Boy)                         | 4:07    |  |
| 4.             | "Gimme Head" (featuring La Chat & Frayser Boy)                                          | 3:46    |  |
| 5.             | "Pimp Talk"                                                                             | 0:25    |  |
| 6.             | "Like A Pimp" (featuring La Chat)                                                       | 3:15    |  |
| 7.             | "Killa Klan" (featuring Crunchy Black & Lord Infamous)                                  | 4:43    |  |
| 8.             | "Smoke Dat Weed" (featuring Lord Infamous)                                              | 4:48    |  |
| 9.             | "Buck Gangsta Beat"                                                                     | 3:27    |  |
| 10.            | "Mafia Niggaz" (featuring La Chat, Crunchy Black, Frayser Boy, DJ Paul & Lord Infamous) | 4:17    |  |
| 11.            | "Name It After Me / Outro" (featuring Frayser Boy)                                      | 6:11    |  |
| 12.            | "Gimme Sum" (featuring La Chat & Frayser Boy)                                           | 4:16    |  |
| 13.            | "Soldiers From The Northside"                                                           | 2:51    |  |
| 14.            | "Dick Suckin' Hoez"                                                                     | 3:50    |  |
| Duração total: | Duração total:                                                                          | 50:37   |  |

## Posições Gráfico
| Chart (2002)                                  | Posição Peak |
| --------------------------------------------- | ------------ |
| Estados Unidos (Billboard 200)                | 93           |
| Estados Unidos (Top R&B/Hip Hop Albums)       | 17           |
| Estados Unidos (Billboard Independent Albums) | 4            |